# Massacre de Campala
O massacre de Campala ocorreu em 26 de junho de 1994 em uma festa de casamento no bairro Naguru de Campala, Uganda. Richard Komakech, atirou em 39 pessoas, matando 26 e ferindo 13, antes de ser morto por um familiar de umas de suas vítimas.

## Tragédia
Richard Komakech, um guarda da polícia militar ugandense, estava atendendo um casamento quando pediu uma das convidadas, Irene Ati, para dançar. Irene Ati declinou o convite mas Komakech insistiu várias vezes até chegar ao ponto de ficar agressivo e ter de ser afastado. Komakech começou a tumultuar a festa e foi expulso. O soldado embriagado foi buscar uma rifle semiautomática e voltar para a festa cerca de dez minutos depois. Komakech começou por matar Irene Ati, e em seguida começou a alvejar indiscriminadamente os convidados presentes, causado a morte de 26  pessoas, 14 pessoas mortas no local (incluíndo Irene Ati) e 12 morreram nos hospitais posteriormente, e deixando 13 seriamente feridas. 
Komakech tentou cometer suicídio com sua rifle atirando em sua boca mas causou só ferimentos na testa e se fingiu de morto até a policia chegar. Apesar dos policiais tentarem impedir que os convidados da festa o agredissem e matassem, o pai de Irene Ati conseguiu passar pelo cordão policial e matou Komakech esmagando seu crânio. No final do massacre, um total de 27 pessoas estavam mortas.